# Odynerus subalaris
Odynerus subalaris är en stekelart som beskrevs av Henri Saussure. Odynerus subalaris ingår i släktet lergetingar, och familjen Eumenidae. Inga underarter finns listade i Catalogue of Life.